# ጸ
Cette page contient des caractères éthiopiques. En cas de problème, consultez Aide:Unicode ou testez votre navigateur.
ጸ (« tsä ») est un caractère utilisé dans l'alphasyllabaire éthiopien comme symbole de base pour représenter les syllabes débutant par le son /t͡sʼ/.

## Usage
L'écriture éthiopienne est un alphasyllabaire ou chaque symbole correspond à une combinaison consonne + voyelle, organisé sur un symbole de base correspondant à la consonne et modifié par la voyelle. ጸ correspond à la consonne « ts » (ainsi qu'à la syllabe de base « tsä »). Les différentes modifications du caractères sont les suivantes :
- ጸ : « tsä »
- ጹ : « tsu »
- ጺ : « tsi »
- ጻ : « tsa »
- ጼ : « tsé »
- ጽ : « tse »
- ጾ : « tso »
- ጿ : « tswa »

ጸ est le 23e symbole de base dans l'ordre traditionnel de l'alphasyllabaire.

## Historique

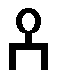
Caractère « ts » de l'alphabet arabe méridional.

Le caractère ጸ est dérivé du caractère correspondant de l'alphabet arabe méridional.

## Représentation informatique
- Dans la norme Unicode, les caractères sont représentés dans la table relative à l'éthiopien[1] :
  - ጸ : U+1338, « syllabe éthiopienne tsä »
  - ጹ : U+1339, « syllabe éthiopienne tsou »
  - ጺ : U+133A, « syllabe éthiopienne tsi »
  - ጻ : U+133B, « syllabe éthiopienne tsa »
  - ጼ : U+133C, « syllabe éthiopienne tsé »
  - ጽ : U+133D, « syllabe éthiopienne tse »
  - ጾ : U+133E, « syllabe éthiopienne tso »
  - ጿ : U+133F, « syllabe éthiopienne tswa »